# Rodolfo Gaona
Rodolfo Gaona y Jiménez, né le 22 janvier 1888 à León de los Aldama (Mexique, État de Guanajuato), mort le 20 mai 1975 à Mexico (Mexique), était un matador mexicain.

## Biographie
Gaona nait dans une famille très modeste. Il suit les cours de l’école taurine de sa ville natale, dirigée par Saturnino Frutos Ojitos, ancien banderillero espagnol notamment dans la cuadrilla de Frascuelo. Il se fait immédiatement remarquer comme le meilleur élève de l’école.
Il fait ses débuts dans la capitale aztèque le 1er octobre 1905. Trois ans plus tard, ayant acquis une maturité suffisante, il se rend en Espagne. Après une corrida en privé devant diverses personnalités du monde de la tauromachie, il prend l’alternative le 31 mai 1908.
Il participe dès lors à de nombreuses corridas en Espagne, notamment en compagnie de Bombita et Machaquito. Il torée en Espagne de manière habituelle jusqu’en 1920. Sa dernière corrida a lieu à Mexico le 12 avril 1925.
Gaona est le premier matador mexicain qui ait pu se mesurer dignement aux meilleurs matadors espagnols ; il est encore aujourd’hui considéré comme l’un des tout meilleurs matadors de son pays. C’était un torero exceptionnel qui réalisait de manière quasi parfaite la majeure partie des suertes, avec un caractère très personnel et un style particulièrement élégant. Sa figure majestueuse et son comportement de seigneur permettaient à son toreo d’atteindre les sommets de l’esthétique. De caractère aboulique, il lui arrivait toutefois souvent de ne faire que le minimum au cours du combat avec le taureau. C’était un excellent capeador, très élégant et varié : on lui doit l’invention d’une passe de capote appelée depuis « gaonera ». Il banderillait de manière magistrale et maniait la muleta de manière pure et particulièrement élégante. Le seul reproche que pouvaient lui faire ses contemporains était son irrégularité lors de l’estocade.

## Carrière
- Débuts en public : Mexico le 1er octobre 1905.
- Alternative : Madrid, dans des arènes alors édifiées dans le district de Tetuán, le 31 mai 1908. Parrain, Manuel Lara « El Jerezano ». Taureaux de la ganadería de Basilio Peñalver.
- Confirmation d’alternative à Madrid : 5 juillet 1908. Parrain, « Saleri » ; témoin, Tomás Alarcón « Mazzantinito ». Taureaux de la ganadería de Juan González Nandín.